# Reginald Workman
Reginald Workman (Filadelfia, de Pensilvania, 26 de junio de 1937) es un contrabajista y compositor estadounidense de jazz.

## Historial
Comienza a tocar el contrabajo con orquestas de rhythm and blues a mediados de los años 50. Su primer trabajo en el mundo del jazz, lo obtiene con Gigi Gryce y, enseguida, con Roy Haines y Red Garland (1958). Tocará y grabará durante unos meses con John Coltrane (1960), y después con músicos de hard bop, entre ellos Art Blakey (realizará varias giras por Europa y Japón con los Jazz Messengers), James Moody, Yuseef Lateef, Wayne Shorter y Freddie Hubbard. Workman se convierte en uno de los contrabajistas más solicitados para las sesiones de grabación del sello Blue Note, y para grupos de gira internacional (Herbie Mann, Thelonious Monk, Alice Coltrane, Jazz Composer's Orchestra de Mike Mantler y Carla Bley, etc.).  
A partir de la década de 1970, Workman dedica cada vez más esfuerzos a la enseñanza y a la música electrónica, aunque continúa actuando, con Sonny Fortune o Max Roach, y grabando, por ejemplo con Dee Dee Bridgewater, un disco en dueto asombroso, a lo largo de la línea de vanguardia. Sin embargo, hasta 1986 no registró el primer disco a su nombre.

## Discografía propia
- 1977: Conversation (con Cecil Bridgewater, Slide Hampton, George Adams, Albert Dailey, Michael Carvin, Lawrence Killian)
- 1986: Synthesis (Leo Records)
- 1987: Gaia (Leo)
- 1989: Images (Music & Arts)
- 1993; Summit Conference (Postcards Records)
- 1995: Cerebral Caverns (Postcards)
- 2000: Altered Spaces  (Leo)